# Světlá pod Ještědem
Světlá pod Ještědem là một làng thuộc huyện Liberec, vùng Liberecký, Cộng hòa Séc.